# Бидаш (коммуна)
Бида́ш (фр. Bidache) — коммуна во Франции, находится в регионе Новая Аквитания. Департамент — Атлантические Пиренеи. Входит в состав кантона Пеи-де-Бидаш, Амикюз и Остибар. Округ коммуны — Байонна.
Код INSEE коммуны — 64123.

## География

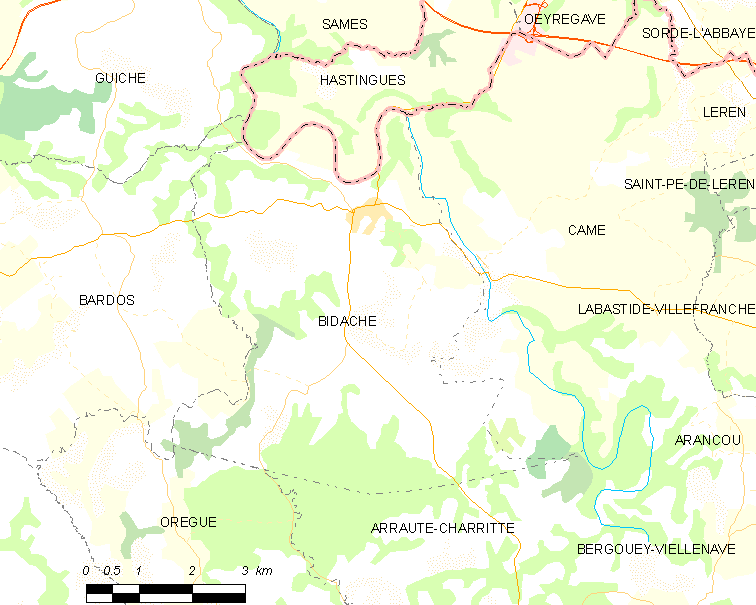
Карта коммуны

Коммуна расположена приблизительно в 660 км к юго-западу от Парижа, в 160 км южнее Бордо, в 70 км к западу от По.
По территории коммуны протекают реки Бидуз и Лиури.

## Климат
Климат тёплый океанический. Зима мягкая, средняя температура января — от +5°С до +13°С, температуры ниже −10 °C бывают редко. Снег выпадает около 15 дней в году с ноября по апрель. Максимальная температура летом порядка 20-30 °C, выше 35 °C бывает очень редко. Количество осадков высокое, порядка 1100 мм в год. Характерна безветренная погода, сильные ветры очень редки.

## Население
Население коммуны на 2010 год составляло 1284 человека.
| 1962 | 1968 | 1975 | 1982 | 1990 | 1999 | 2010 |
| ---- | ---- | ---- | ---- | ---- | ---- | ---- |
| 1113 | 1067 | 1033 | 1015 | 1039 | 1067 | 1284 |

## Администрация
| Период | Период | Фамилия        | Партия        | Примечания                                          |
| ------ | ------ | -------------- | ------------- | --------------------------------------------------- |
| 1995   | 2001   | Жан-Жак Лассер |               | генеральный советник кантона, региональный советник |
| 2001   | 2020   | Мишель Дальман | Разные правые |                                                     |

## Экономика
В 2010 году среди 805 человек трудоспособного возраста (15-64 лет) 599 были экономически активными, 206 — неактивными (показатель активности — 74,4 %, в 1999 году было 70,8 %). Из 599 активных жителей работали 538 человек (292 мужчины и 246 женщин), безработных было 61 (29 мужчин и 32 женщины). Среди 206 неактивных 50 человек были учениками или студентами, 87 — пенсионерами, 69 были неактивными по другим причинам.

## Достопримечательности
- Замок Бидаш[фр.] (XVI век). Исторический памятник с 1942 года[4]
- Церковь Св. Иакова в неоготическом стиле (1877 год)[5]
- Еврейское кладбище (XVII век). Исторический памятник с 1995 года[6]
- Водяная мельница и старый мост через реку Лиури (XVII век). Исторический памятник с 2003 года[7]

## Фотогалерея

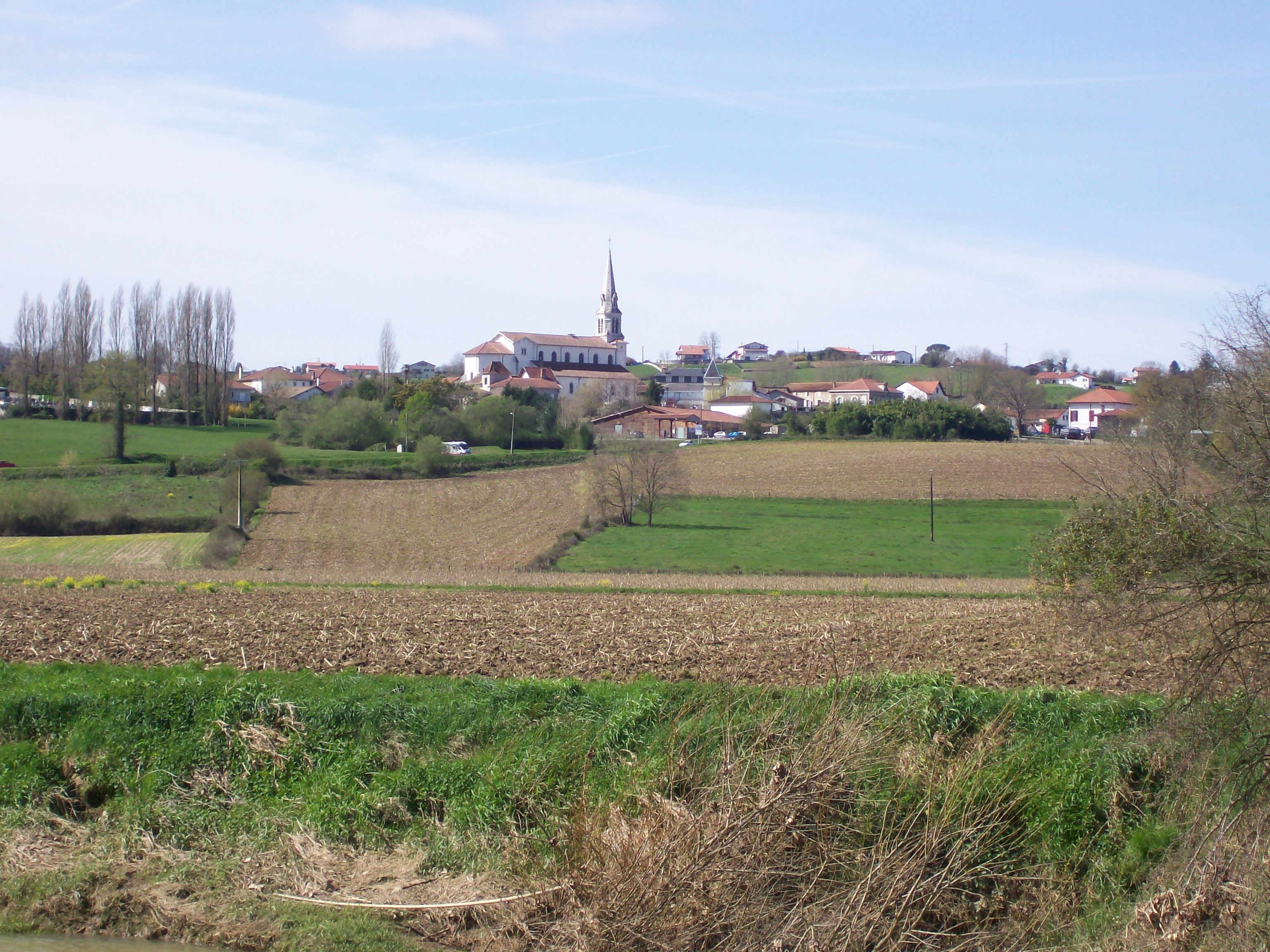
Бидаш
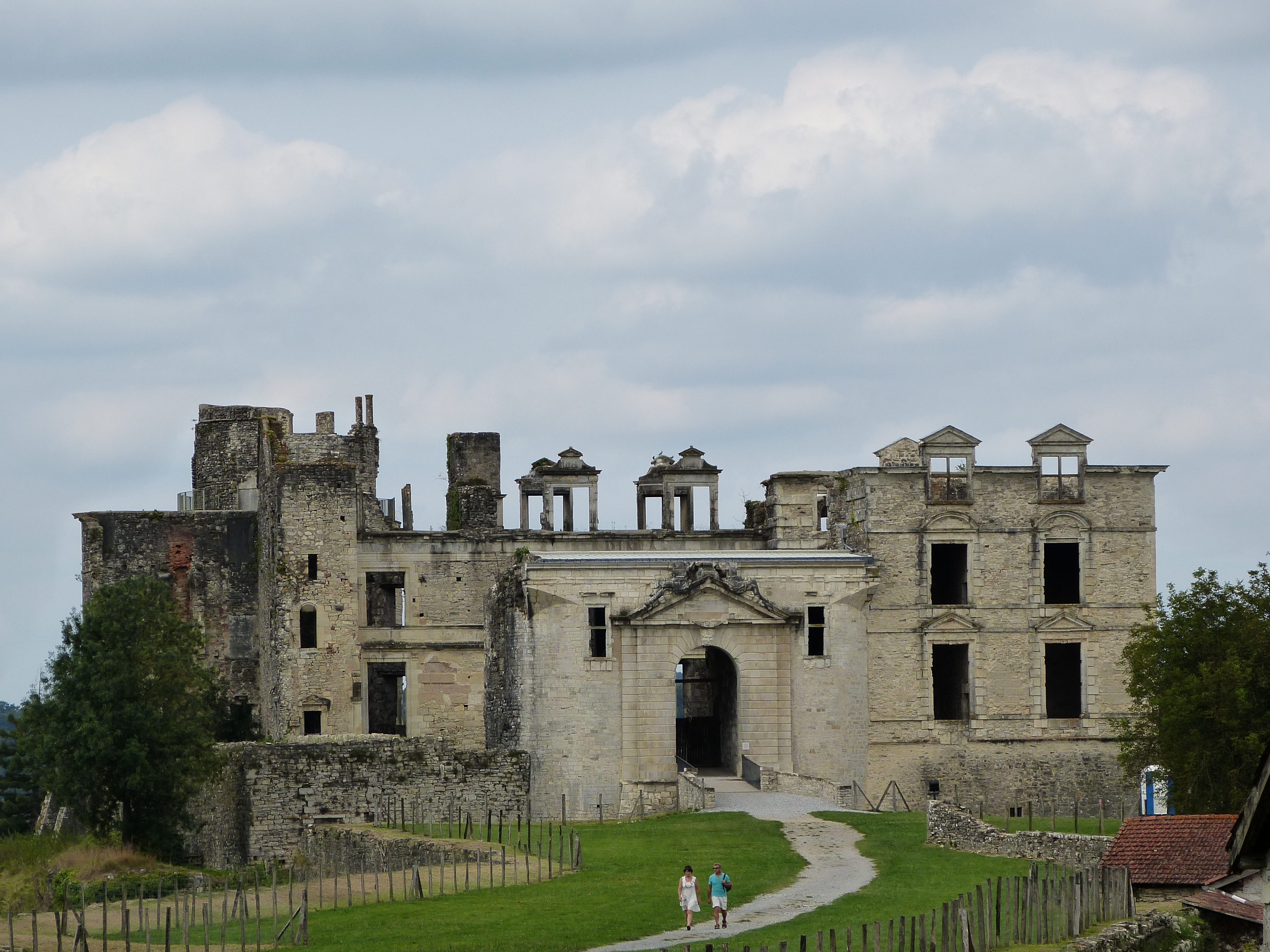
Замок Бидаш
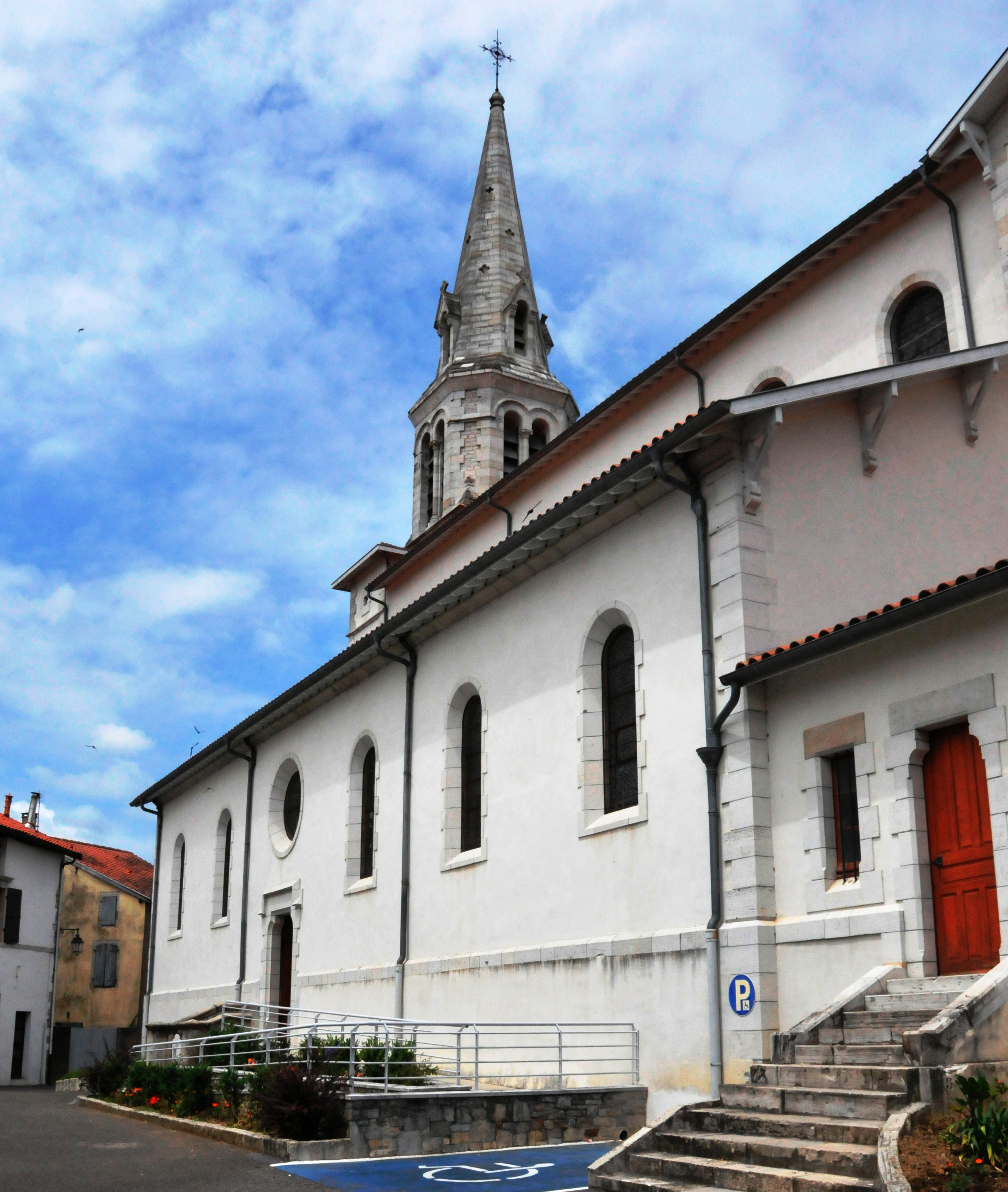
Церковь Св. Иакова
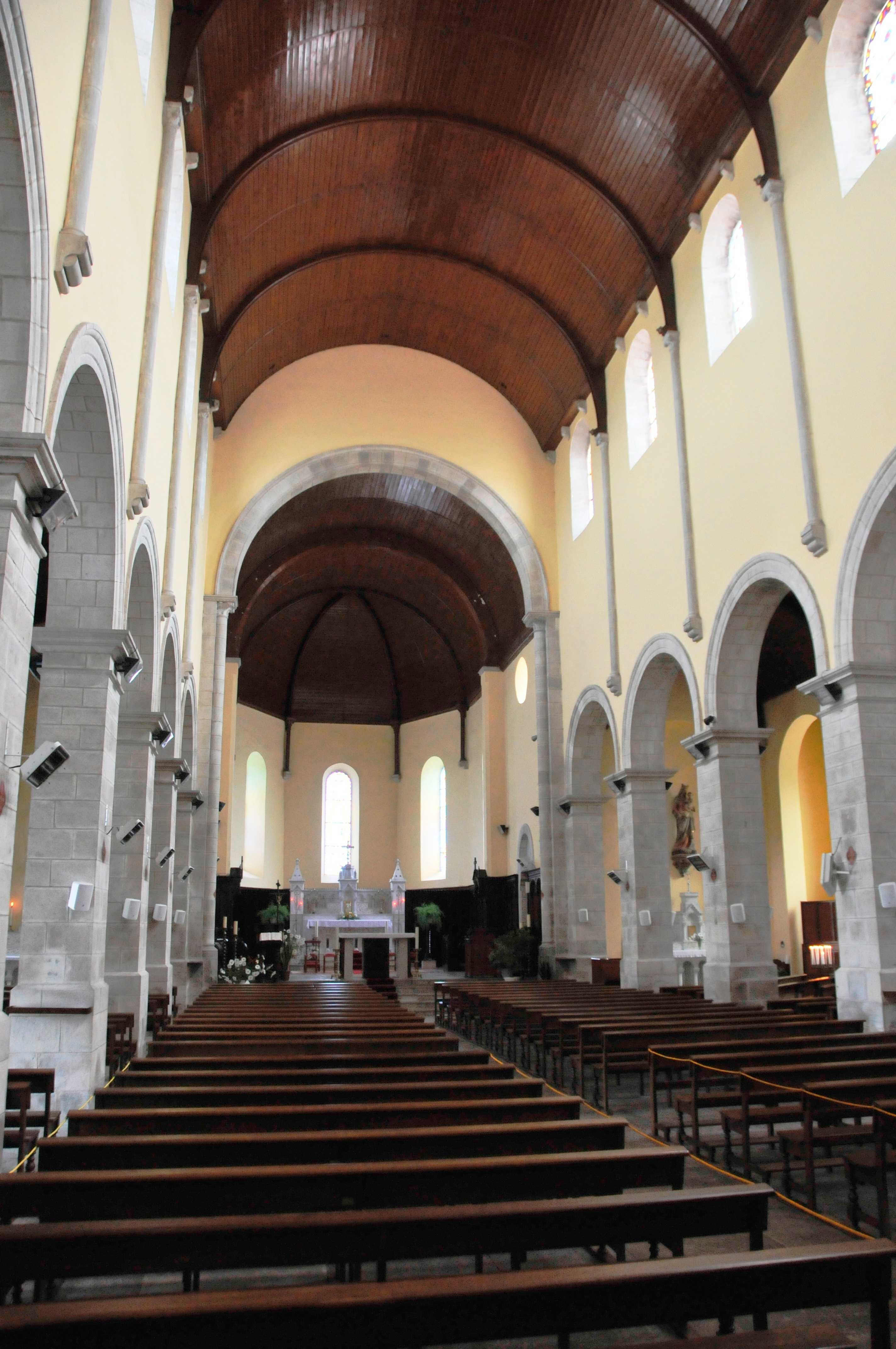
Интерьер церкви Св. Иакова
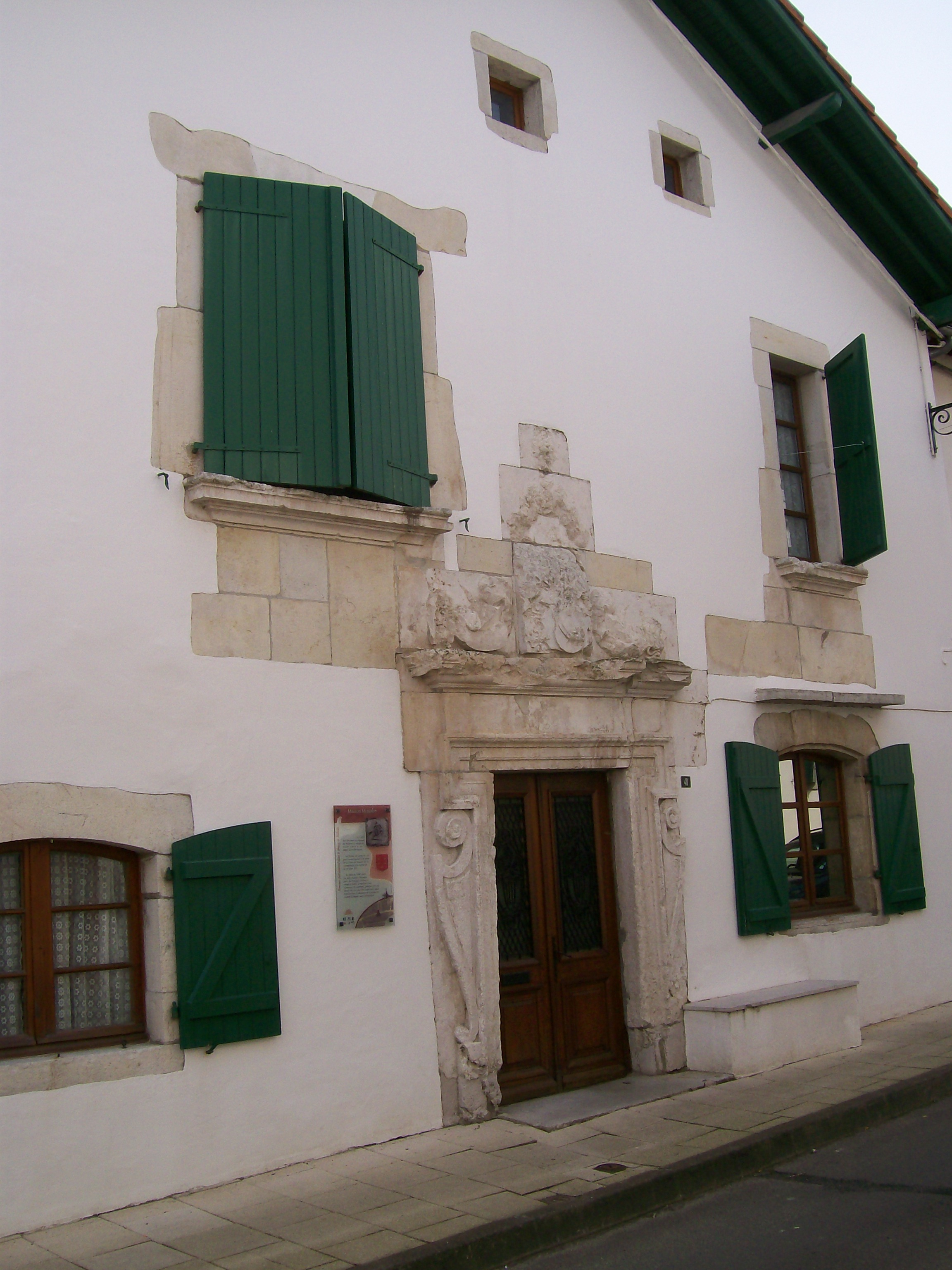
Синагога
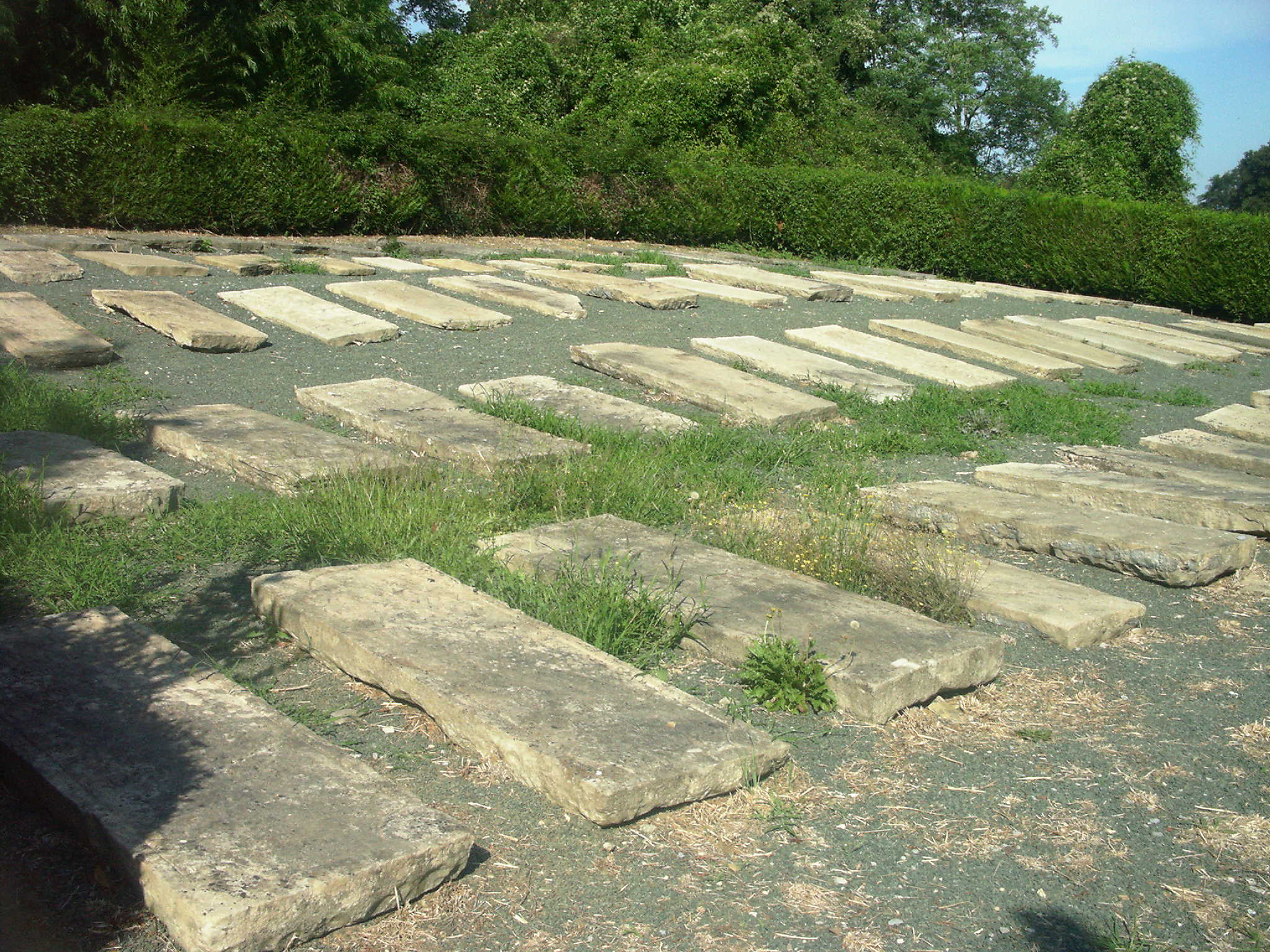
Еврейское кладбище
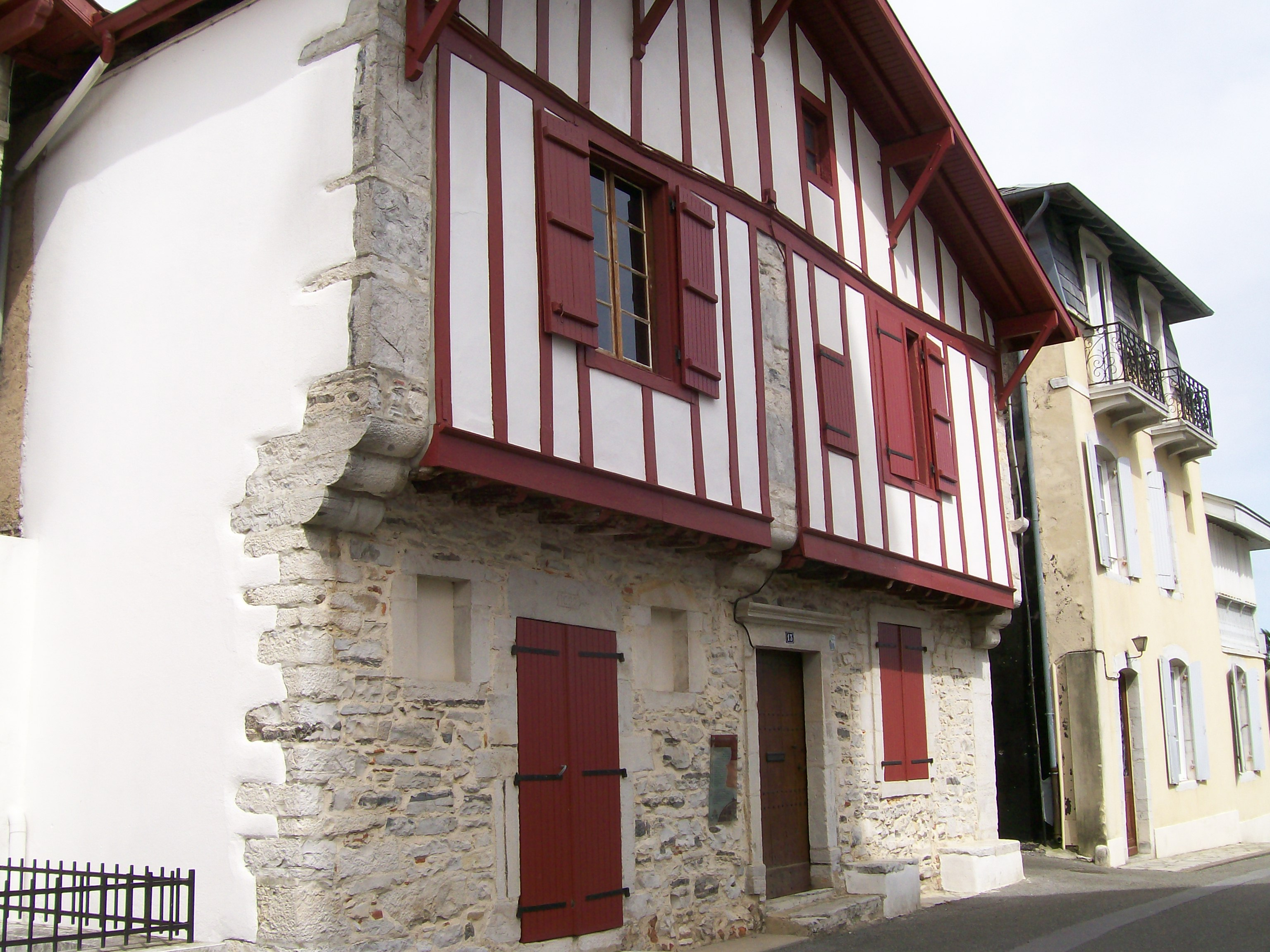
Дом Таннёр
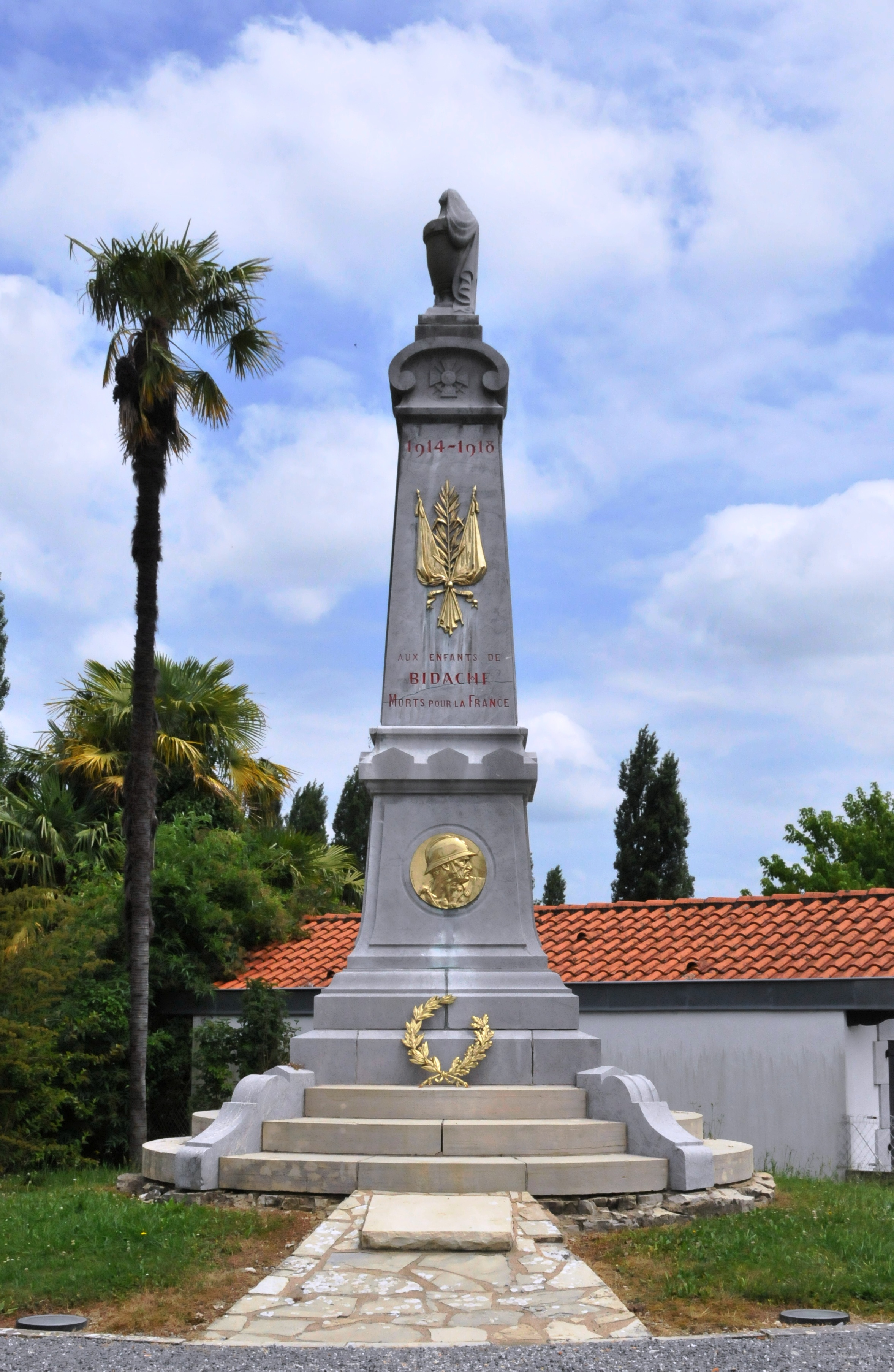
Военный мемориал
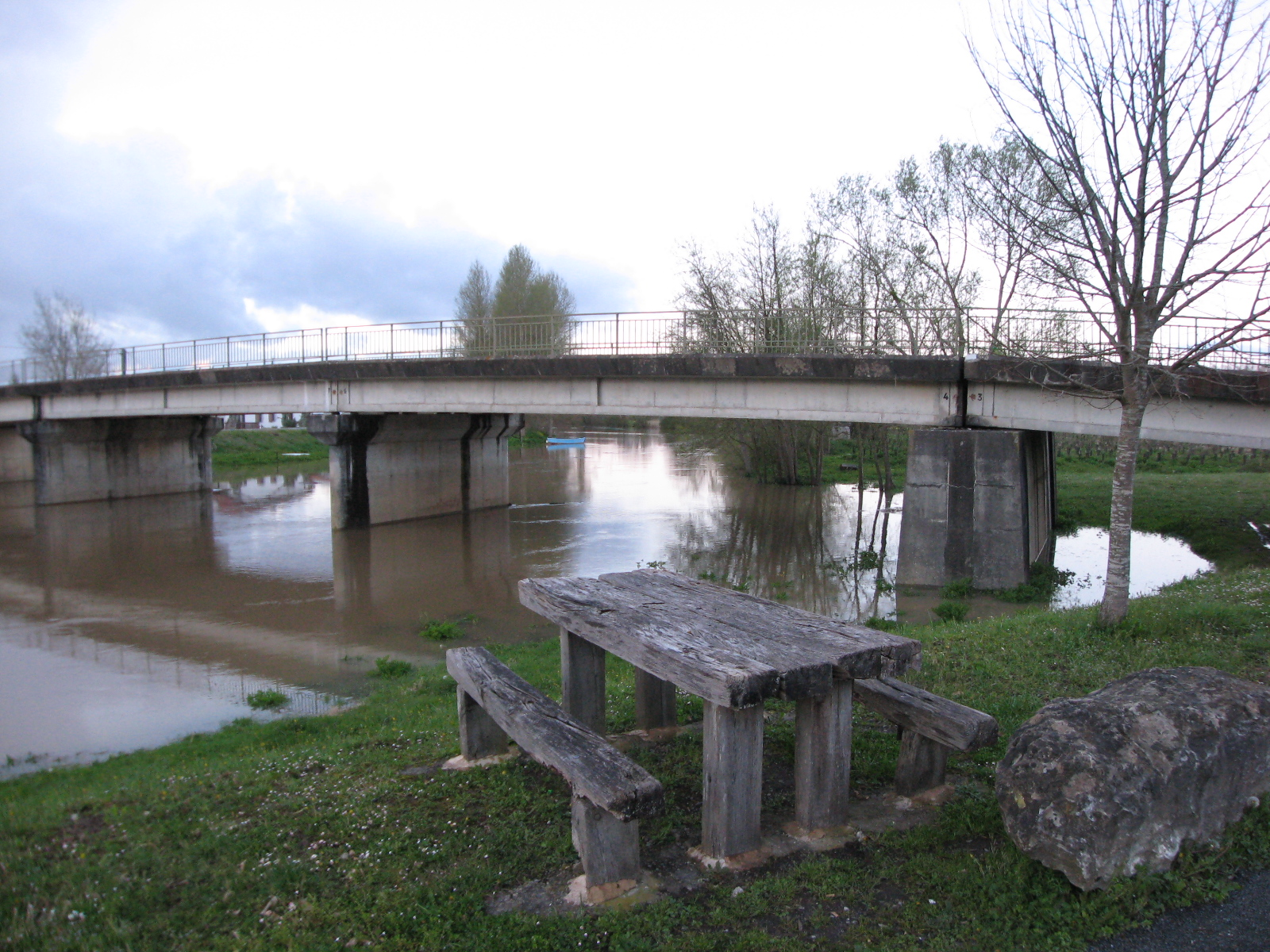
Мост через реку Бидуз